# NGC 7300
NGC 7300 este o emission-line galaxy⁠(d) situată în constelația Vărsătorul. A fost descoperită în 26 iulie 1830 de către John Herschel. Se află la o distanță de 69,5 de megaparseci de Pământ.